# 神戸川崎銀行
神戸川崎銀行（こうべかわさきぎんこう）は、かつて存在した日本の銀行。本店は兵庫県神戸市西町34番地。1905年（明治38年）に設立され、1920年（大正9年）8月2日に十五銀行(1944年に帝国銀行に吸収合併)に吸収合併された。

## 概要
合資会社神戸川崎銀行は、1905年（明治38年）10月28日に川崎財閥の機関銀行とするため、川崎正蔵によって神戸市に資本金100万円で設立された。
- 頭取・川崎芳太郎
- 支配人・関口高次
- 監督・川崎正蔵

出資額は正蔵70万円、芳太郎10万円、正治10万円、愛之輔（正蔵の長女キクの二男）10万円であった。神戸川崎銀行は、将来に川崎造船所を中心に多角化を発展させて、財閥を形成するための機関銀行として設立された。川崎正蔵が1912年（大正元年）に死去すると、出資比率は遺言によって変更され、芳太郎が30万円、芳太郎の6人の子供のうち5人の男子、すなわち武之助、芳熊、金蔵、芳虎、芳治が10万円ずつ出資して新たに参加した。そして第一次世界大戦の異常な景気上昇とともに1917年（大正5年）に資本金500万円の株式会社になり、三支店を開設した。しかし1920年（大正9年）3月に始まった戦後の景気後退によって経営は悪化し、同年8月2日に神戸川崎銀行は、浪速銀行や丁酉銀行とともに十五銀行に合併吸収され、この銀行を拠点として川崎財閥を発展させようという川崎正蔵の夢は、彼の死後8年半にしてもろくも崩れ去った。